# Facultad de Ciencias Matemáticas (Universidad Complutense de Madrid)
La Facultad de Ciencias Matemáticas de la Universidad Complutense de Madrid (UCM) es el centro encargado de impartir los estudios relacionados con las matemáticas; se encuentra en Ciudad Universitaria, en la Plaza de las Ciencias. Su festividad patronal es el 15 de noviembre, San Alberto Magno.

## Historia
Los orígenes de la Licenciatura y Doctorado en Ciencias Exactas se remontan al Real Decreto de 14 de marzo de 1860, donde se establece que la UCM (antigua Universidad Central de Madrid) será la primera en España con dichos estudios. La actual Facultad de Ciencias Matemáticas nació como consecuencia de la separación en el año 1974 de la Facultad de Ciencias de la UCM en las diversas facultades de Físicas, Químicas, Biológicas y Geológicas y está situada, desde 1992, en el edificio que ahora ocupa.

## Estudios[14]

### Programas deGrado
- Grado en Ingeniería Matemática.
- Grado en Matemáticas.
- Grado en Matemáticas y Ciencia de Datos.
- Doble Grado en Economía - Matemáticas y Ciencia de Datos.
- Doble Grado en Ingeniería Informática - Matemáticas.
- Doble Grado en Matemáticas - Física.

### Programas deMáster
- Máster Universitario en Estadísticas Oficiales e Indicadores Sociales y Económicos.
- Máster Universitario en Formación del Profesorado de ESO y Bachillerato, FP y Enseñanzas de Idiomas.
- Máster Universitario en Gestión de Desastres (conjunto con la UPM).
- Máster Universitario en Ingeniería Matemática.
- Máster Universitario en Matemáticas Avanzadas.
- Máster Universitario en Tratamiento Estadístico Computacional de la Información (conjunto con la UPM).

### Programas deDoctorado
- Doctorado en Ingeniería Matemática, Estadística e Investigación Operativa (conjunto con la UPM).[15]
- Doctorado en Investigación Matemática.[16]

## Departamentos[17]
- Departamento de Álgebra, Geometría y Topología.
- Departamento de Análisis Matemático y Matemática Aplicada.
- Departamento de Estadística e Investigación Operativa.
- Sección Departamental de Astronomía y Geodesia.
- Sección Departamental de Sistemas Informáticos y Computación.

## Investigación
- Instituto de Matemática Interdisciplinar.[18]
- Miembro del Instituto de Ciencias Matemáticas.
- Portal de la investigación UCM.[19]
- Revista Matemática Complutense.[20]
- Sede de la Real Sociedad Matemática Española.
- Sede de la Sociedad de Estadística e Investigación Operativa.

## Divulgación
- Conferencia Santaló.[21]
- Museo de Astronomía y Geodesia.[22]
- PhDay Matemáticas.[23]
- Semana de la Ciencia.[24]
- Seminario de Historia de la Matemática Mariano Martínez.[25]

## Organización y servicios
- Biblioteca de la Facultad de Ciencias Matemáticas.[26]
- Conserjería.[27]
- Gabinete Informático.[28]
- Secretaría de Estudiantes.[29]
- Servicios externos: cafetería y reprografía.[30]
- Servicios Generales de la Facultad de Matemáticas.[31]

## Delegación de alumnos y asociaciones[32]
- Delegación de estudiantes.
- Asociación Lewis Carroll.
- Asociación Narrativa-Teatral Numenor.
- Club Deportivo de la Facultad de Ciencias Matemáticas de la UCM.
- Doctorandos Matemáticas.